# Илуридзе, Саба
Саба Илуридзе (груз. საბა ილურიძე; родился 17 февраля 1997 года) — грузинский регбист, крыльевой клуба «Академия (Тбилиси)».

## Биография
Выступал в прошлом за тбилисский клуб «Академия», откуда перешёл в московскую «Славу». В сезоне Профессиональной регбийной лиги 2019 года провёл 4 матча, первую попытку занёс 27 июня 2019 года в игре против «Кубани» (команда при этом проиграла 10:19). После занесения попытки Илуридзе и его земляк Реваз Бродзели отметили набранные очки, прикрыв один глаз рукой в знак поддержки пострадавших в результате недавних протестов в Грузии (одна девушка потеряла глаз в результате применения полицией резиновых пуль).
На фоне протестов и ухудшения российско-грузинских отношений поступили сообщения о том, что Илуридзе и Бродзели были исключены из состава клуба за политическую провокацию, однако 4 июля пресс-служба клуба опровергла слухи и заявила, что игроки остаются в команде. Сам Саба говорил, что в отношении его соотечественников в Грузии случилось «много неприятных вещей» и что никакого антироссийского контекста в его действиях не было.
Почти не говорит по-русски, вследствие чего переводчиком Сабы в вопросе по поводу жеста выступал Реваз Бродзели.